# Aleixo Filantropeno
Aleixo Ducas Filantropeno (em grego: Ἀλέξιος Δούκας Φιλανθρωπηνός; romaniz.: Alexios Doukas Philanthropenos) foi um nobre e notável general bizantino. Um parente dos governantes da dinastia paleóloga, foi nomeado comandante-em-chefe na Ásia Menor em 1293 e por um tempo restabeleceu a posição bizantina lá, pontuando alguns dos últimos sucessos bizantinos contra os beilhiques turcos. Em 1295 levantou-se contra Andrônico II Paleólogo, mas foi traído e cegado.
Nada se sabe sobre ele até 1323, quando foi perdoado por Andrônico II e enviado novamente contra os turcos, aliviando um cerco em Filadélfia, alegadamente por sua mera aparição. Foi então nomeado governador de Lesbos brevemente em 1328 e novamente em 1336 quando recuperou a capital da ilha da ocupação latina. Governou a ilha depois até sua morte nos anos 1340.

## Biografia

### Começo da vida e família

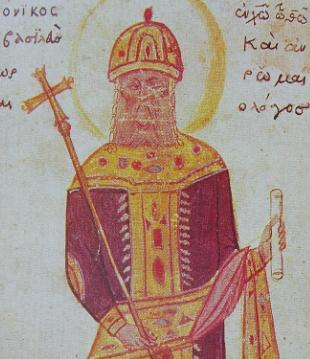

Aleixo nasceu cerca de 1270 como segundo filho do protovestiário e grande doméstico Miguel Tarcaniota. Sua mãe, Maria, pertencia à família dos Filantropeno, que ganhou destaque na última metade do século XIII. Ela foi a filha do protoestrator e mega-duque Aleixo Ducas Filantropeno, de quem Aleixo adquiriu seu nome. Do lado do seu pai, Aleixo também foi estreitamente relacionado com a família imperial dos paleólogos, através de sua avó, Maria-Marta Paleóloga, uma irmã do imperador Miguel VIII Paleólogo (r. 1259-1261). Aleixo casou-se com Teodora Acropolitissa, filha de Constantino Acropolita e neta do historiador Jorge Acropolita. Eles tiveram um filho, Miguel Filantropeno, que também tornou-se general.

### Primeiro comando na Ásia e revolta
O tio de Aleixo, o imperador Andrônico II Paleólogo (r. 1282–1328) assumiu um interesse ativo na defesa das possessões do Império Bizantino na Anatólia contra a invasão dos beilhiques turcos no começo dos anos 1290: na esperança de restabelecer os ácritas, assentou refugiados venezianos de Creta em colônias militares ao longo da fronteira e nomeou Aleixo como duque do Tema Tracesiano, concedendo-lhe o alto título cortesão de pincerna.
Aleixo comandou todas as possessões bizantinas na Ásia, exceto as da costa jônica, mas sua principal área de responsabilidade era o interior do tema Tracesiano, que compreendia partes do sudoeste da Anatólia bizantina. Um certo Libadário, que era um pincerna, representou-o nas províncias do norte (Neocastra). Durante os dois anos seguintes, Aleixo conseguiu inúmeras vitórias: derrotou os turcos da Mísia em Paleocastro e forçou-os a reconhecer o domínio bizantino, e então moveu-se para o sul.
A partir de Ninfeu vasculhou o vale do rio Meandro, conseguindo parar os ataques turcos e avançar para o Beilhique de Mentexe, onde recaptou a fortaleza de Melanúdio e a cidade de Hierão (Dídimos) e livrando Mileto do pagamento de tributo aos turcos. Muitos turcos, fugindo da pressão mongol, juntaram-se a seu exército, e foram feitos tantos prisioneiros durante suas campanhas que o monge e estudioso Máximo Planudes, um amigo de Aleixo, escreveu que "uma ovelha era mais cara para comprar que um prisioneiro muçulmano".

Ásia Menor em ca. 1300 mostrando a invasão turca do território bizantino após o afastamento de Filantropeno

Seus sucessos tornaram-no popular com os locais, que alegadamente começaram a sugerir que ele deveria tornar-se imperador. Filantropeno no início recusou-se a atendê-los e até pediu a Andrônico para transferi-lo para longe da Anatólia, mas em vão. Em meados de 1294, Filantropeno foi ordenado pelo imperador para transferir-se para a região da Lídia sob controle de Libadário. No verão de 1295, enquanto Filantropeno estava em Trales, um general turco chamado Carmano usou a oportunidade para lançar um ataque contra Priene, mas foi repelido com pesadas perdas, e as tropas de Filantropeno recuperaram Hierão.
Neste ponto, no outono de 1295, Aleixo levantou-se contra Andrônico. As circunstâncias exatas e as razões para este movimento permanecem obscuras, mas a revolta foi motivada pelo descontentamento das províncias asiáticas devido a alta tributação e o abandono da defesa da Ásia pelos paleólogos. Sua rebelião certamente tinha o suporte da população: como Jorge Paquimeres relata, "nos mosteiros [...], o nome do imperador não era mais comemorado, mas apenas o de Filantropeno".
Em Éfeso Aleixo prendeu Teodoro Paleólogo, o irmão do imperador e genro de Libadário, mas não conseguiu obter o apoio de todos os governantes provinciais; Libadário, mais notadamente, que também era sogro de Teodoro, permaneceu ao lado de Andrônico. As negociações começaram com a oferta de Andrônico de oferecer a Aleixo o título de césar para acalmá-lo em um falso sentimento de segurança, enquanto se preparava para se livrar dele. Por volta do Natal, Libadário convenceu alguns soldados de Creta a capturar Aleixo e cegá-lo, a punição usualmente aplicada aos rebeldes.

### Reabilitação e resgate de Filadélfia

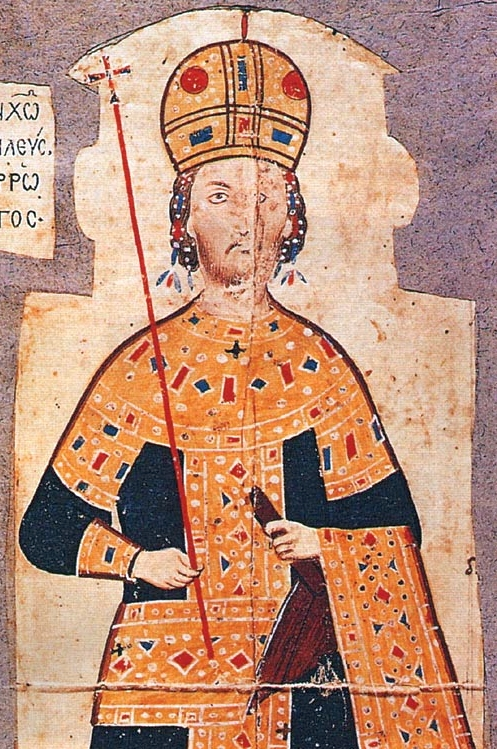

Aleixo foi substituído como comandante por João Tarcaniota, primo de primeiro grau de Andrônico II, e desapareceu de cena por 30 anos. Seus sucessores provaram ser muito inferiores, e em 1323 as possessões imperiais na Ásia foram substancialmente reduzidas. Neste ponto, o patriarca Isaías I pediu a Andrônico que chamasse o idoso general. Em desespero Andrônico concordou e perdoou Aleixo em 1324. Aleixo foi encarregado de aliviar o enclave isolado de Filadélfia, que esteve por longo período sob cerco e estava a ponto de cair. A ele foi dado nenhum exército, mas de acordo com os cronistas bizantinos, a mera noticia da aproximação de Aleixo, e o respeito que os turcos tinham por ele, foi suficiente para que o cerco fosse levantado. Aleixo foi então nomeado governador da cidade, uma posição que manteve até 1327.

### Governador de Lesbos
Aleixo permaneceu em Filadélfia até 1326, possivelmente também em 1327, mas parece que foi, então, nomeado governador da ilha bizantina estrategicamente importante de Lesbos, uma vez que foi demitido do mesmo posto em 1328 por Andrônico III Paleólogo. Em 1335, Lesbos foi capturada por um exército latino sob o senhor genovês de Foceia, Domênico Cataneu, e Andrônico III construiu uma frota de 83 navios para recuperar a ilha, que chegou em junho de 1336. A frota desembarcou um exército liderado por Aleixo Filantropeno que rapidamente assegurou toda a ilha, exceto a capital, Mitilene.
Filantropeno enfrentou a forte guarnição de 500 mercenários latinos, induzindo-os, grupo a grupo, a chegar até ele. O cerco durou até novembro, quando Domênico capitulou, retornando Lesbos e Foceia para o império. No ano seguinte, Filantropeno logrou impedir um ataque turco na ilha através de suborno. Exuberantemente elogiado por contemporâneos como Nicéforo Gregoras como o "Belisário da era paleóloga", Aleixo Filantropeno foi deixado por Andrônico III como o governador da ilha, onde viveu até sua morte, que ocorreu provavelmente na década de 1340.